# Томаш Скугравий
Томаш Скугравий (чеськ. Tomáš Skuhravý, нар. 7 вересня 1965, Пршеров-над-Лабем) — колишній чехословацький та чеський футболіст, що грав на позиції нападника.
Виступав, зокрема, за «Спарту» (Прага), у складі якої став п'ятиразовим чемпіоном Чехословаччини та триразовим володарем кубку, італійський «Дженоа», а також національну збірну Чехії, разом з якою був учасником чемпіонату світу 1990 року, за підсумками якого він з п'ятьма м'ячами став другим бомбардиром після Сальваторе Скіллачі і увійшов в символічну збірну чемпіонату. Найкращий футболіст Чехословаччини 1991 року.

## Клубна кар'єра

### «Спарта»
Народився 7 вересня 1965 року в місті Пршеров-над-Лабем. Вихованець футбольної школи клубу «Сокол» з рідного міста. Свою професійну кар'єру Томаш розпочав, коли йому було всього 17 років, дебютувавши в сезоні 1982/83 у складі празької «Спарти». У своєму другому сезоні Скугравий зіграв 21 матч в чемпіонаті і забив 3 голи, що допомогло його команді вперше за 17 років стати чемпіоном Чехословаччини, так само в тому сезоні командою був завойований Кубок Чехословаччини.
28 вересня 1983 року Скугравий дебютував у Кубку УЄФА, його дебют припав на виїзний матч першого раунду з мадридським «Реалом». «Спарта» виграла перший матч 3:2, але вже на 22-й хвилині матчу-відповіді іспанці повели в рахунку. Скугравий випустили на поле лише на 59-й хвилині матчу і вже на 73-й хвилині йому вдалося зрівняти рахунок. Матч так і закінчився нічиєю 1:1 і «Спарта» вибила «Реал» з розіграшу Кубка. У другому раунді «Спарта» пройшла польський «Відзев», програвши на виїзді 0:1 (Скугравий вийшов на поле у другому таймі), вдома «Спарта» виграла 3:0, причому третій гол команди забив саме Томаш. Після цього в третьому раунді «Спарта» вибила англійський «Вотфорд», обігравши їх за сумою двох матчів з рахунком 7:2, але у чвертьфіналі «Спарта» програла югославському «Хайдуку» зі Спліта.
Наступні два сезони Скугравий відіграв у клубі «Руда Гвєзда». За цей час він зіграв 58 матчів у чемпіонаті і забив в них 17 голів, після чого знову повернувся в «Спарту».
У своєму першому сезоні після повернення Скугравий зіграв у чемпіонаті 29 матчів, в яких забив 18 м'ячів, вдруге в своєму житті став чемпіоном Чехословаччини і дійшов до фіналу Кубка Чехословаччини, в якому, однак, «Спарта» поступилася по пенальті клубу «ДАК 1904». Але в Кубку УЄФА команда виступила вкрай невдало вилетівши вже в першому раунді, поступившись португальській «Віторії» з Гімарайнша. У наступному сезоні Скугравий, який зіграв у 28 матчах і забив 11 голів, зробив з командного так званий «золотий дубль», вигравши чемпіонат і кубок країни. У тому ж сезоні Томаш дебютував у Кубку європейських чемпіонів. «Спарта» в першому раунді впевнено пройшла ісландський клуб «Фрам», однак у другому поступилася бельгійському «Андерлехту». У наступному сезоні клуб знову зробив «золотий дубль», а Скугравий зіграв у всіх 30 іграх сезону та забив 13 голів. Але в Кубку європейських чемпіонів команду, вже з першого раунду, вибила румунська «Стяуа». У своєму останньому сезоні за пражан Скугравий провів 26 матчів у чемпіонаті забивши 13 голів і ще раз став чемпіоном Чехословаччини, однак у Кубку європейських чемпіонів команді знову не пощастило. Пройшовши в першому раунді турецький «Фенербахче», у другому раунді Скугравий зі своєю командою програв софійському ЦСКА.

### «Дженоа»
Відразу після успішного чемпіонату світу 1990 року, Скугравий перейшов в клуб італійської Серії A «Дженоа». В італійському клубі Скугравий утворив зв'язку нападників разом із уругвайцем Карлосом Агілерою. У своєму першому сезоні Скугравий і Агілера забили 15 голів, чим допомогли завоювати своєму клубу четверте місце і путівку в Кубок УЄФА. Завдяки своїм успішним виступам у першому італійському сезоні Томаша визнали найкращим футболістом Чехословаччини 1991 року. У наступному сезоні Скугравий зіграв в 32 матчах чемпіонату і забив 11 голів, але «Дженоа» розділила лише 13-е місце разом з «Кальярі», однак, в Кубку УЄФА клубу вдалася вражаюча серія. У першому раунді був обіграний іспанський клуб «Реал Ов'єдо» (Скугравий забив два голи головою у поєдинку в Генуї), у другому і третьому раунді були пройдені румунські «Динамо» (Бухарест) та «Стяуа» відповідно. У чвертьфіналі команду чекав «Ліверпуль». Перший матч на стадіоні «Луїджі Ферраріс» закінчився перемогою генуезців з рахунком 2:0, і матч-відповідь на «Енфілді» закінчився також перемогою італійців з рахунком 2:1, завдяки цьому «Дженоа» стала першою італійською командою, яка обіграла «Ліверпуль» на його полі. Тим самим «Дженоа» вийшла в півфінал Кубка УЄФА, де її очікував майбутній переможець турніру амстердамський «Аякс». Домашній матч італійці програли з рахунком 2:3, а на виїзді зуміли домогтися лише нічиї 1:1, Скугравий відіграв в обох півфінальних матчах всі 90 хвилин. Всього у тому розіграші Кубка УЄФА Скугравий зіграв у всіх 10 матчах і забив 4 голи. Причому ці 10 матчів роблять його рекордсменом «Дженоа» за кількістю проведених матчів у єврокубках, поряд з Маріо Бортолацці і Дженнаро Руотоло. Після цього сезону Скугравий відіграв в Генуї ще три з половиною сезони, ставши справжнім лідером команди. За його гру йому прощалися навіть часті порушення спортивного режиму. Однак навіть гра Томаша не допомогла команді уникнути вильоту в Серію B у сезоні 1994/95. Відігравши за половину сезону 8 матчів і забивши 1 гол в Серії B Томаш Скугравий вирішив змінити Італію на Португалію, перейшовши в лісабонський «Спортінг». Всього за «Дженоа» чех зіграв 164 матчі в чемпіонаті і забив в них 59 голів (1 матч і 1 гол він провів у додатковому матчі на вибування проти «Падови» в кінці сезону 1994/95). Його показник у 58 голів у Серії A є рекордом для «Дженоа». За свої виступи Томаш удостоївся того, що його включили до символічної збірної всіх часів клубу «Дженоа».

### Завершенні кар'єри
У «Спортінгу» Скугравий отримав 29-й номер і дебютував 16 грудня 1995 року, замінивши на 71-й хвилині капітана команди Осеану у домашньому матчі чемпіонату Португалії проти «Фелгейраша», який завершився перемогою «Спортінгу» з рахунком 4:0. Після цього він зіграв ще в трьох матчах чемпіонату, лише в одному з'явившись від початку до кінця, після чого отримав травму через яку пропустив частину сезону. Незважаючи на це Скугравий став бронзовим призером чемпіонату Португалії.
По закінченні сезону Скугравий повернувся на батьківщину і перейшов в клуб «Вікторія» (Жижков), проте через травми він так і не зміг провести жодної гри за команду і наступного року остаточно вирішив завершити свою кар'єру.
Всього за кар'єру Томаш Скугравий забив у чемпіонатах Чехословаччини та Італії 135 м'ячів у 368 матчах, причому за статистикою практично кожен 3-й м'яч забивав головою.

## Виступи за збірні
З 1984 по 1986 рік Скугравий виступав за молодіжну збірну Чехословаччини, у складі якої він провів 13 матчів і забив 4 голи.
За національну збірну Чехословаччини Томаш дебютував 4 вересня 1985 року, замінивши Вацлава Данека на 82-й хвилині товариського матчу зі збірною Польщі, який завершився перемогою чехословацької збірної з рахунком 3:1. Це єдиний матч в якому Томаш грав за збірну як гравець клубу «Руда Гвєзда». 
У складі збірної був учасником чемпіонату світу 1990 року в Італії, який став для нього справжнім «зоряною годиною». Томаш почав турнір з двох голів у ворота збірної США, потім він взяв участь у матчах зі збірними Австрії і Італії, в яких не зміг відзначитися забитими голами, але потім в 1/8 фіналу в матчі з Коста-Рикою Скугравому вдалося забити три голи, причому всі свої голи він забив головою (це унікальне досягнення тільки на чемпіонаті світу 2002 року зміг повторити Мірослав Клозе). Але у чвертьфіналі Чехословаччина поступилася майбутнім чемпіонам збірній ФРН. Скугравий з п'ятьма голами, з яких чотири він забив головою, став другим бомбардиром турніру після Сальваторе Скіллачі, а також удостоївся того, що його включили в символічну збірну чемпіонату. Цей турнір, так і залишився єдиним значущим в кар'єрі Томаша. Свій останній виступ за збірну Чехословаччини він провів 17 листопада 1993 року у відбірковому турнірі чемпіонату світу 1994 року проти збірної Бельгії, коли самої Чехословаччині вже не існувало. Всього ж за збірну Чехословаччини Томаш Скугравий зіграв 43 матчі, в яких забив 14 голів. Також Скугравий зіграв 9 матчів у складі олімпійської збірної Чехословаччини, в яких забив 5 голів.
За новостворену національну збірну Чехії Томаш Скугравий зіграв свій перший матч 25 травня 1994 року проти збірної Литви, що завершився перемогою чехів з рахунком 5:3. Скугравий брав участь у відбірковому турнірі чемпіонату Європи 1996 року, однак на сам турнір, де збірна Чехії дійшла до фіналу, він не поїхав. Свій останній матч за збірну Чехії Томаш провів 6 вересня 1995 року у відбірковому турнірі чемпіонату Європи 1996 року проти збірної Норвегії. Той матч завершився перемогою чехів з рахунком 2:0, а сам Скугравий забив перший гол своєї збірної з пенальті на 6-й хвилині, після чого на 81-й хвилині був замінений на дебютанта збірної Вратіслава Локвенца. Всього за збірну Чехії Томаш Скугравий зіграв 6 матчів, в яких забив 3 голи.

## Статистика виступів

### Статистика клубних виступів
| Клуб              | Сезон             | Національний чемпіонат | Національний чемпіонат | Національний Кубок | Національний Кубок | Кубок європейських чемпіонів | Кубок європейських чемпіонів | Кубок УЄФА | Кубок УЄФА | Разом | Разом |
| Клуб              | Сезон             | Ігри                   | Голи                   | Ігри               | Голи               | Ігри                         | Голи                         | Ігри       | Голи       | Ігри  | Голи  |
| ----------------- | ----------------- | ---------------------- | ---------------------- | ------------------ | ------------------ | ---------------------------- | ---------------------------- | ---------- | ---------- | ----- | ----- |
| «Спарта» (Прага)  | 1982/83           | 8                      | 1                      | ?                  | ?                  | 0                            | 0                            | 0          | 0          | 8     | 1     |
| «Спарта» (Прага)  | 1983/84           | 21                     | 3                      | 2+                 | 2+                 | 0                            | 0                            | 7          | 3          | 30+   | 8+    |
| «Спарта» (Прага)  | Разом             | 29                     | 4                      | 2+                 | 2+                 | 0                            | 0                            | 7          | 3          | 38+   | 9+    |
| Руда Гвєзда       | 1984/85           | 28                     | 4                      | ?                  | ?                  | 0                            | 0                            | 0          | 0          | 28+   | 4+    |
| Руда Гвєзда       | 1985/86           | 30                     | 13                     | ?                  | ?                  | 0                            | 0                            | 0          | 0          | 30+   | 13+   |
| Руда Гвєзда       | Разом             | 58                     | 17                     | ?                  | ?                  | 0                            | 0                            | 0          | 0          | 58+   | 17+   |
| «Спарта» (Прага)  | 1986/87           | 29                     | 18                     | 2+                 | 0+                 | 0                            | 0                            | 2          | 1          | 33+   | 19+   |
| «Спарта» (Прага)  | 1987/88           | 28                     | 11                     | 2+                 | 1+                 | 4                            | 1                            | 0          | 0          | 34+   | 13+   |
| «Спарта» (Прага)  | 1988/89           | 30                     | 13                     | 2+                 | 1+                 | 2                            | 0                            | 0          | 0          | 34+   | 14+   |
| «Спарта» (Прага)  | 1989/90           | 26                     | 13                     | ?                  | ?                  | 4                            | 1                            | 0          | 0          | 30+   | 14+   |
| «Спарта» (Прага)  | Разом             | 113                    | 55                     | 6+                 | 2+                 | 10                           | 2                            | 2          | 1          | 131+  | 60+   |
| «Дженоа»          | 1990/91           | 33                     | 15                     | ?                  | ?                  | 0                            | 0                            | 0          | 0          | 33+   | 15+   |
| «Дженоа»          | 1991/92           | 32                     | 11                     | ?                  | ?                  | 0                            | 0                            | 10         | 4          | 42+   | 15+   |
| «Дженоа»          | 1992/93           | 31                     | 10                     | ?                  | ?                  | 0                            | 0                            | 0          | 0          | 31+   | 10+   |
| «Дженоа»          | 1993/94           | 28                     | 9                      | ?                  | ?                  | 0                            | 0                            | 0          | 0          | 28+   | 9+    |
| «Дженоа»          | 1994/95           | 31+1                   | 12+1                   | ?                  | ?                  | 0                            | 0                            | 0          | 0          | 32+   | 13+   |
| «Дженоа»          | 1995/96           | 8                      | 1                      | ?                  | ?                  | 0                            | 0                            | 0          | 0          | 8+    | 1+    |
| «Дженоа»          | Разом             | 163+1                  | 58+1                   | ?                  | ?                  | 0                            | 0                            | 10         | 4          | 174+  | 63+   |
| «Спортінг»        | 1995/96           | 4                      | 0                      | 0                  | 0                  | 0                            | 0                            | 0          | 0          | 4     | 0     |
| «Спортінг»        | Разом             | 4                      | 0                      | 0                  | 0                  | 0                            | 0                            | 0          | 0          | 4     | 0     |
| Всього за кар'єру | Всього за кар'єру | 367+1                  | 134+1                  | 8+                 | 4+                 | 10                           | 2                            | 19         | 8          | 405+  | 149+  |

### Статистика виступів за збірну
| Дата       | Місто          | Господарі      | Результат | Гості          | Турнір                | Голи | Примітки         |
| ---------- | -------------- | -------------- | --------- | -------------- | --------------------- | ---- | ---------------- |
| 04/09/1985 | Брно           | Чехословаччина | 3 – 1     | Польща         | товариський матч      | -    | вийшов на 82'    |
| 10/09/1986 | Прага          | Чехословаччина | 1 – 0     | Нідерланди     | товариський матч      | -    | вийшов на 46'    |
| 04/09/1986 | Брно           | Чехословаччина | 3 – 0     | Фінляндія      | Відбір до ЧЄ 1988     | -    | замінений на 81' |
| 12/11/1986 | Братислава     | Чехословаччина | 0 – 0     | Данія          | Відбір до ЧЄ 1988     | -    | замінений на 80' |
| 25/03/1987 | Прага          | Швейцарія      | 1 – 2     | Чехословаччина | товариський матч      | -    | замінений на 59' |
| 29/04/1987 | Рексем         | Уельс          | 1 – 1     | Чехословаччина | Відбір до ЧЄ 1988     | -    | замінений на 82' |
| 03/06/1987 | Копенгаген     | Данія          | 1 – 1     | Чехословаччина | Відбір до ЧЄ 1988     | -    | замінений на 46' |
| 09/09/1987 | Гельсінкі      | Фінляндія      | 3 – 0     | Чехословаччина | Відбір до ЧЄ 1988     | -    |                  |
| 11/11/1987 | Прага          | Чехословаччина | 2 – 0     | Уельс          | Відбір до ЧЄ 1988     | -    |                  |
| 20/09/1988 | Прага          | Чехословаччина | 4 – 2     | Австрія        | товариський матч      | -    | вийшов на 77'    |
| 18/10/1988 | Еш-сюр-Альзетт | Люксембург     | 0 – 2     | Чехословаччина | Відбір до ЧС 1990     | -    |                  |
| 04/11/1988 | Братислава     | Чехословаччина | 3 – 2     | Норвегія       | товариський матч      | -    | вийшов на 46'    |
| 09/05/1989 | Прага          | Чехословаччина | 4 – 0     | Люксембург     | Відбір до ЧС 1990     | 2    |                  |
| 07/06/1989 | Берн           | Швейцарія      | 0 – 1     | Чехословаччина | Відбір до ЧС 1990     | 1    | замінений на 56' |
| 05/09/1989 | Нітра          | Чехословаччина | 2 – 0     | Румунія        | товариський матч      | -    | замінений на 46' |
| 06/10/1989 | Прага          | Чехословаччина | 2 – 1     | Португалія     | Відбір до ЧС 1990     | -    |                  |
| 25/10/1989 | Прага          | Чехословаччина | 3 – 0     | Швейцарія      | Відбір до ЧС 1990     | 1    |                  |
| 15/11/1989 | Лісабон        | Португалія     | 0 – 0     | Чехословаччина | Відбір до ЧС 1990     | -    |                  |
| 21/02/1990 | Аліканте       | Іспанія        | 1 – 0     | Чехословаччина | товариський матч      | -    |                  |
| 04/04/1990 | Брно           | Чехословаччина | 0 – 1     | Єгипет         | товариський матч      | -    | вийшов на 46'    |
| 25/04/1990 | Лондон         | Англія         | 4 – 2     | Чехословаччина | товариський матч      | 1    | вийшов на 46'    |
| 01/07/1990 | Дюссельдорф    | ФРН            | 1 – 0     | Чехословаччина | товариський матч      | -    | замінений на 69' |
| 10/06/1990 | Флоренція      | Чехословаччина | 5 – 1     | США            | ЧС 1990 - 1-й етап    | 2    |                  |
| 15/06/1990 | Флоренція      | Чехословаччина | 1 – 0     | Австрія        | ЧС 1990 - 1-й етап    | -    |                  |
| 19/06/1990 | Рим            | Італія         | 2 – 0     | Чехословаччина | ЧС 1990 - 1-й етап    | -    |                  |
| 23/06/1990 | Барі           | Чехословаччина | 4 – 1     | Коста-Рика     | ЧС 1990 - 1/8 фіналу  | 3    |                  |
| 01/07/1990 | Мілан          | Чехословаччина | 0 – 1     | ФРН            | ЧС 1990 - чвертьфінал | -    |                  |
| 29/08/1990 | Куусанкоскі    | Фінляндія      | 1 – 1     | Чехословаччина | товариський матч      | -    |                  |
| 26/09/1990 | Кошиці         | Чехословаччина | 1 – 0     | Ісландія       | Відбір до ЧЄ 1992     | -    |                  |
| 13/10/1990 | Париж          | Франція        | 2 – 1     | Чехословаччина | Відбір до ЧЄ 1992     | 1    |                  |
| 14/11/1990 | Прага          | Чехословаччина | 3 – 2     | Іспанія        | Відбір до ЧЄ 1992     | -    |                  |
| 05/06/1991 | Рейк'явік      | Ісландія       | 0 – 1     | Чехословаччина | Відбір до ЧЄ 1992     | -    | замінений на 40' |
| 18/12/1991 | Гоянія         | Бразилія       | 2 – 1     | Чехословаччина | товариський матч      | 1    |                  |
| 25/03/1992 | Прага          | Чехословаччина | 2 – 2     | Англія         | товариський матч      | 1    |                  |
| 22/04/1992 | Прага          | Чехословаччина | 1 – 1     | Німеччина      | товариський матч      | -    | замінений на 76' |
| 19/08/1992 | Братислава     | Чехословаччина | 2 – 2     | Австрія        | товариський матч      | -    |                  |
| 02/09/1992 | Прага          | Чехословаччина | 1 – 2     | Бельгія        | Відбір до ЧС 1994     | -    |                  |
| 14/11/1992 | Бухарест       | Румунія        | 1 – 1     | Чехословаччина | Відбір до ЧС 1994     | -    | замінений на 37' |
| 23/03/1993 | Лімасол        | Кіпр           | 1 – 1     | Чехословаччина | Відбір до ЧС 1994     | -    |                  |
| 02/06/1993 | Кошиці         | Чехословаччина | 5 – 2     | Румунія        | Відбір до ЧС 1994     | -    |                  |
| 08/09/1993 | Кардіфф        | Уельс          | 2 – 2     | Чехословаччина | Відбір до ЧС 1994     | -    | вийшов на 60'    |
| 27/10/1993 | Кошиці         | Чехословаччина | 3 – 0     | Кіпр           | Відбір до ЧС 1994     | 1    |                  |
| 17/11/1993 | Брюссель       | Бельгія        | 0 – 0     | Чехословаччина | Відбір до ЧС 1994     | -    |                  |
| Усього     |                | Матчів         | 43        |                | Голів                 | 14   |                  |

| Дата       | Місто      | Господарі  | Результат | Гості      | Турнір            | Голи | Примітки         |
| ---------- | ---------- | ---------- | --------- | ---------- | ----------------- | ---- | ---------------- |
| 25/05/1994 | Острава    | Чехія      | 5 – 3     | Литва      | товариський матч  | -    | замінений на 52' |
| 17/08/1994 | Бордо      | Франція    | 2 – 2     | Чехія      | товариський матч  | 1    | замінений на 82' |
| 12/10/1994 | Валетта    | Мальта     | 0 – 0     | Чехія      | Відбір до ЧЄ 1996 | -    |                  |
| 26/04/1995 | Прага      | Чехія      | 3 – 1     | Нідерланди | Відбір до ЧЄ 1996 | 1    |                  |
| 07/06/1995 | Люксембург | Люксембург | 1 – 0     | Чехія      | Відбір до ЧЄ 1996 | -    | замінений на 59' |
| 06/09/1995 | Прага      | Чехія      | 2 – 0     | Норвегія   | Відбір до ЧЄ 1996 | 1    | замінений на 81' |
| Усього     |            | Матчів     | 6         |            | Голів             | 3    |                  |

## Досягнення

### Командні
«Спарта» (Прага)
- Чемпіон Чехословаччини (5): 1983-84, 1986-87, 1987-88, 1988-89, 1989-90
- Бронзовий призер чемпіонату Чехословаччини: 1982-83
- Володар Кубку Чехословаччини (3): 1983-84, 1987-88, 1988-89
- Фіналіст Кубка Чехословаччини: 1986-87

 «Спортінг» (Лісабон)
- Бронзовий призер чемпіонату Португалії: 1995-96
- Фіналіст Кубку Португалії: 1995-96

### Особисті
- Футболіст року в Чехословаччині: 1991
- Володар «Срібної бутси» чемпіонату світу: 1990 (5 голів)
- Увійшов до символічної збірної чемпіонату світу 1990